# Pattinaggio di figura al XV Festival olimpico invernale della gioventù europea - Ragazzi
Il concorso del Pattinaggio di figura al XV Festival olimpico invernale della gioventù europea dei ragazzi si è svolto il 23 e il 24 marzo 2022 alla Vuokatti Arena di Vuokatti in Finlandia. I pattinatori hanno gareggiato nel programma corto e nel programma libero. Ognuno dei due programmi ha attribuito un punteggio. La somma dei risultati ha determinato il vincitore della competizione. 

## Programma
| Data     | Ora(UTC+1) | Evento           |
| -------- | ---------- | ---------------- |
| 23 marzo | 13:15      | Programma corto  |
| 24 marzo | 12:15      | Programma libero |

## Risultati
| Class | Nome                    | Nazione     | Totale | PC | PC    | PL | PL     |
| ----- | ----------------------- | ----------- | ------ | -- | ----- | -- | ------ |
| 1     | Arlet Levandi           | Estonia     | 209.54 | 1  | 70.55 | 1  | 138.99 |
| 2     | Raffaele Francesco Zich | Italia      | 187.83 | 2  | 69.08 | 3  | 118.75 |
| 3     | Casper Johansson        | Svezia      | 185.76 | 5  | 63.90 | 2  | 121.86 |
| 4     | Edward Appleby          | Regno Unito | 184.46 | 3  | 68.58 | 5  | 115.88 |
| 5     | Lev Vinokur             | Israele     | 177.40 | 6  | 61.49 | 4  | 115.91 |
| 6     | François Pitot          | Francia     | 174.98 | 4  | 65.92 | 6  | 109.06 |
| 7     | Ali Efe Güneş           | Turchia     | 156.37 | 8  | 52.40 | 8  | 103.97 |
| 8     | Noah Bodenstein         | Svizzera    | 155.61 | 15 | 48.92 | 7  | 106.69 |
| 9     | Jakub Lofek             | Polonia     | 152.47 | 11 | 50.67 | 9  | 101.80 |
| 10    | David Sedej             | Slovenia    | 152.04 | 7  | 54.13 | 10 | 97.91  |
| 11    | Arttu Juusola           | Finlandia   | 144.21 | 13 | 49.55 | 11 | 94.66  |
| 12    | Marko Piliar            | Slovacchia  | 137.67 | 9  | 51.17 | 12 | 86.50  |
| 13    | Arthur Mai              | Germania    | 134.57 | 12 | 50.65 | 14 | 83.92  |
| 14    | Tobia Oellerer          | Austria     | 133.67 | 14 | 49.32 | 13 | 84.35  |
| 15    | Kyrylo Marsak           | Ucraina     | 126.46 | 10 | 50.89 | 16 | 75.57  |
| 16    | Daniels Kockers         | Lettonia    | 125.11 | 16 | 43.11 | 15 | 82.00  |
| 17    | Aleksandar Kachamakov   | Bulgaria    | 79.67  | 17 | 28.27 | 17 | 51.40  |